# Ósip Brik
Ósip Maksímovich Brik (Óсип Макси́мович Брик, 16 de enero de 1888-22 de febrero de 1945) fue un escritor y crítico literario ruso.
Brik fue uno de los miembros más importantes del formalismo ruso, aunque él se identificaba como uno de los futuristas. Fue un teórico e ideólogo de la revista LEF.